# Miguel Cortijo
Miguel Alberto Cortijo (La Banda, Santiago del Estero, 22 de agosto de 1958) es un ex-baloncestista argentino. Periodistas especializados y aficionados del baloncesto lo consideran como uno de los mejores bases de la historia argentina.
Fue uno de los jugadores más destacados de las primeras temporadas de la Liga Nacional de Básquet, aunque ya jugaba al máximo nivel nacional antes de la creación de esta. Su figura se volvió emblemática para los aficionados de Ferro Carril Oeste, club en el que jugó durante 15 años. En 1990 obtuvo el Premio Konex de Platino por ser considerado el mejor baloncestista de la década en la Argentina. Se retiró jugando en la Liga B para Quimsa, un equipo de Santiago del Estero.
Con la selección de básquet de Argentina disputó numerosos partidos, llegando a ser miembro del plantel que actuó en los campeonatos mundiales de España 1986 y Argentina 1990.

## Trayectoria

### Inicios
Cortijo comenzó a practicar baloncesto en el Inti Club de Santiago del Estero, donde, tras sobresalir en las divisiones inferiores, fue promovido al primer equipo cuando aún tenía 14 años.
Jugó su primer Campeonato Argentino de Básquet con la selección de Santiago del Estero en 1974. Al año siguiente -ya actuando como titular del equipo a la par de otros baloncestistas santiagueños destacados como Gustavo Chazarreta y Benjamín Arce- se lució con su juego en el torneo, motivo por el cual recibió ofertas del club bahiense Villa Mitre y de los clubes porteños Obras Sanitarias y Ferro Carril Oeste. Cortijo escogió la última, convencido por el entrenador León Najnudel.

### Ferro Carril Oeste
En 1976 debutó con el equipo mayor de Ferro. Pronto se ganó la titularidad coincidiendo con la etapa más gloriosa del club de Caballito, que empezó a conseguir títulos importantes a nivel local -el Torneo Metropolitano de la Federación de Básquetbol de Buenos Aires de 1980, además de varios torneos Aperturas y Oficiales- y a nivel internacional -el Campeonato Sudamericano de Clubes Campeones de 1981 y de 1982.
También fue parte del plantel que disputó en varias ocasiones el Campeonato Mundial de Clubes de Baloncesto, llegando a ser el conductor de aquel equipo que perdió la final en 1986 ante el Zalgiris Kaunas.
Cortijo lideró a Ferro durante los primeros años de la Liga Nacional de Básquet, logrando conquistar el título de las primeras dos ediciones (1985 y 1986) y el subcampeonato de la tercera (1987). Por esos años se creó una fuerte rivalidad entre Ferro y Atenas, la cual a su vez enfrentó a Cortijo contra Marcelo Milanesio.
En 1988 el club River Plate intentó ficharlo, pero el base continuó jugando para Ferro. Al año siguiente, nuevamente bajo la dirección de León Najnudel, Cortijo obtuvo su tercer título de la LNB con la camiseta del club porteño.

### Carrera posterior
A mediados de 1990, luego de 14 años consecutivos jugando en Ferro, Cortijo se desvinculó de la institución y aceptó una propuesta para disputar la renovada LNB con Peñarol de Mar del Plata. Al cabo de un año -y luego de guiar a la selección de Santiago del Estero a la conquista de la LVII edición del Campeonato Argentino de Básquet- retornó a Ferro, jugando lo que sería su decimoquinta y última temporada con el club (la cual concluyó para él con el récord de ser el máximo asistidor de la temporada de la LNB).
Retornó a su ciudad natal en 1992 como ficha estelar de Olímpico de La Banda, equipo que competía en el Torneo Nacional de Ascenso, la segunda categoría del baloncesto profesional argentino. Tras una buena temporada, los bandeños fueron eliminados en el cruce de cuartos de final de la eliminatoria por River Plate, acabando así con el sueño de llegar a la LNB.
En la temporada 1993-94 nuevamente fue convocado por León Najnudel, pero esta vez para jugar en Boca Juniors. En esa oportunidad estuvo acompañado, entre otros jugadores, por Sebastián Uranga, con quien ya había compartido las canchas en su época en Ferro. Pese a las altas expectativas que había en el equipo, los buenos finalmente resultados no se produjeron y el plantel fue desmantelado.
Cortijo volvió a jugar el TNA como ficha de Siderca de Campana en 1994. A principios de 1996, sin embargo, acordó jugar en Independiente de General Pico como jugador de refuerzo para las competiciones internacionales que el club debía afrontar durante el primer semestre del año. Meses después, tras la salida de Facundo Sucatzky del equipo, el base aceptó la propuesta del entrenador Flor Meléndez para actuar como el conductor del equipo junto a Leopoldo Ruiz Moreno en la temporada 1996-97. Los pampeanos llegaron a la final de aquel certamen, pero terminaron siendo derrotados por Boca Juniors.

### Últimos años como profesional
Los últimos años de Cortijo como jugador profesional transcurrieron en la Liga B, la tercera categoría del baloncesto argentino. Jugó una temporada con la camiseta de Regatas Corrientes, retornando luego a Santiago del Estero para actuar con Quimsa, un club nacido de la fusión entre Estudiantes Unidos, Santiago Básquetbol Club e Inti Club, la institución donde comenzó su carrera.
Tras dejar la actividad trabajó como asistente del entrenador Marcelo Richotti durante su paso por Quimsa, y siguió jugando al baloncesto en la liga de veteranos. En 2018 fue tentado por Quimsa para ser parte de su plantel de la Liga 3x3, pero finalmente ello no se concretó.

## Selección nacional
Su debut con la selección se produjo en los Juegos Panamericanos de 1979. Al año siguiente fue parte del plantel que consiguió el tercer puesto en el Torneo de las Américas y la clasificación a los Juegos Olímpicos de Moscú 1980 (torneo al que la Argentina decidió no asistir por adherir al boicot propuesto por los estadounidenses).
Posteriormente jugó dos Copas Mundiales de Baloncesto, la de España 1986, donde fue el máximo asistidor del torneo y una de las figuras del equipo (cuyo logro más importante fue la histórica victoria sobre Estados Unidos -que, a la postre, resultó campeón-); y repitió en el Mundobasket de 1990, organizado en su país, la Argentina.
A nivel Sudamericano se proclamó campeón en Asunción 1987, subcampeón en Brasil 1983 y Ecuador 1989 y tercero en sus otras tres participaciones en Uruguay 1981, Colombia 1985 y Venezuela 1991. Jugó además en tres Torneos Preolímpicos y un Premundial así como dos Juegos Panamericanos. Su retirada de la selección se produjo en el Torneo de las Américas de 1992 de Portland, donde su equipo se enfrentó al Dream Team.

## Títulos

### Clubes
- Campeón Liga Nacional de Básquet 1985, 1986 y 1989. Subcampeón 1987 y 1996-97.
- Campeón Campeonato Sudamericano de Clubes Campeones 1981, 1982, 1987 y 1996. Subcampeón 1986, Juega 1983 (4.º) y 1988 (4.º).
- Subcampeón Mundial de Clubes (Copa Intercontinental William Jones) 1986. Juega 1981 (5.º), 1982 (5.º) y 1987 (6.º).
- Campeón Torneo Metropolitano 1980.
- Campeón Torneo Oficial de la Federación de Buenos Aires 1980, 1982 y 1983.
- Campeón de Torneo de Apertura de la Federación de Buenos Aires 1980, 1981 y 1982.

### Selección
- Bronce Torneo de las Américas Preolímpico 1980, Juega 1984 (7.º), 1988 (5.º) y 1992 (6.º).
- Oro Campeonato Sudamericano de Baloncesto de 1987, Plata 1983 y 1989, Bronce 1981, 1985 y 1991.
- Juega Mundial España 1986 (12.º), donde lo eligen el mejor asistente del torneo y Argentina 1990 (8.º).
- Juega Campeonato FIBA Américas Premundial 1989 (9.º)
- Juega Juegos Panamericanos 1979 (6.º), 1983 (5.º) y 1987 (9.º)